# 千葉県道40号東千葉停車場線

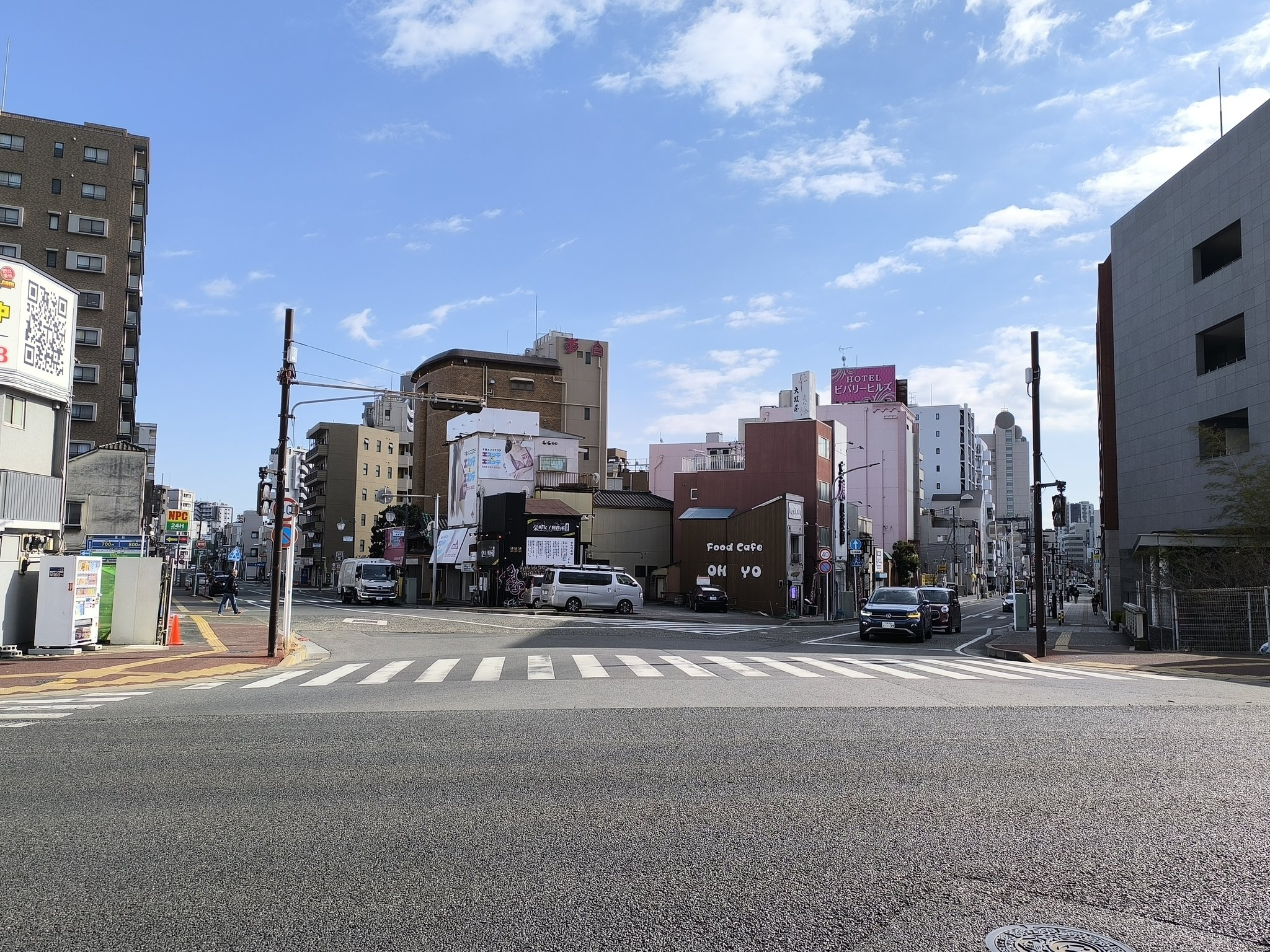
市民会館前交差点（左奥が東千葉停車場線）

千葉県道40号東千葉停車場線（ちばけんどう40ごう ひがしちばていしゃじょうせん）は千葉県千葉市中央区を起点・終点とする県道（主要地方道）である。

## 概要
JR総武本線東千葉駅への取付道路とされているが、実際には1963年（昭和38年）に移転する以前の旧千葉駅への取付道路として建設された道路である。そのため、起点となる市民会館前交差点は東千葉駅からはかなり西に離れた場所に位置しており、終点で接続する国道126号のほうが東千葉駅の近くを通過するという状態になっている。
- 実延長：372m[1]
- 起点：千葉市中央区要町 市民会館前交差点
- 終点：千葉市中央区院内 院内交差点（国道126号交点）
- 認定年月日：1955年（昭和30年）3月4日

## 通過する自治体
- 千葉県
  - 千葉市（中央区）

## 経路および接続・交差する道路・河川
- 千葉県千葉市中央区
  - 市民会館前交差点
  - 要橋（葭川）
  - 院内交差点（国道126号）

## 周辺の施設
- 東千葉駅 - 起点より250mほど東
- 千葉市民会館